# Ogcodes hennigi
Ogcodes hennigi är en tvåvingeart som beskrevs av Evert I. Schlinger 1960. Ogcodes hennigi ingår i släktet Ogcodes och familjen kulflugor.
Artens utbredningsområde är New York. Inga underarter finns listade i Catalogue of Life.